# Biblioteca Nacional de Brasil
La Biblioteca Nacional de Brasil (en portugués: Biblioteca Nacional do Brasil, también llamada Biblioteca Nacional do Rio de Janeiro) es el centro depositario del patrimonio bibliográfico y documental de Brasil, además de ser la biblioteca más grande de Latinoamérica al poseer un acervo de alrededor de 8,5 millones de piezas. Entre sus responsabilidades se encuentran las de actualizar, preservar y divulgar su colección, la cual comenzó con el arribo de la Real Biblioteca de Portugal a Brasil y que ha crecido de una forma constante, a partir de donaciones, adquisiciones o por depósito legal.
La sede de la Biblioteca se localiza en la Zona Central de Río de Janeiro, en frente de Cinelândia, sobre la Avenida Rio Branco. Al igual que otras bibliotecas naciones de América, la perteneciente a España y la respectiva de Portugal, la Biblioteca Nacional de Brasil forma parte de la Asociación de Bibliotecas Nacionales de Iberoamérica.

## Nomenclatura
La biblioteca fue fundada en 1810 primeramente con el nombre de Real Biblioteca, después cambió al de Biblioteca Imperial e Pública da Corte (Biblioteca Imperial y Pública de la Corte de Brasil) y, a partir de 1876, adopta el nombre de Biblioteca Nacional de Brasil. 

## Historia

### Comienzos
La historia de la biblioteca se inicia incluso antes de su fundación, ya que el 1 de noviembre de 1755, en Lisboa, un terremoto se extiende por todo su territorio y que provoca un incendio el cual destruye, entre otros edificios, la Real Biblioteca, también conocida Real Livraria (Real Librería), que era entonces considerada una de las más importantes de Europa. A esta pérdida casi irreparable para la ciudad le siguió un movimiento para su reconstrucción con la creación de una tarifa de emergencia para recuperar lo destruido por el incendio de Lisboa de 1755. 

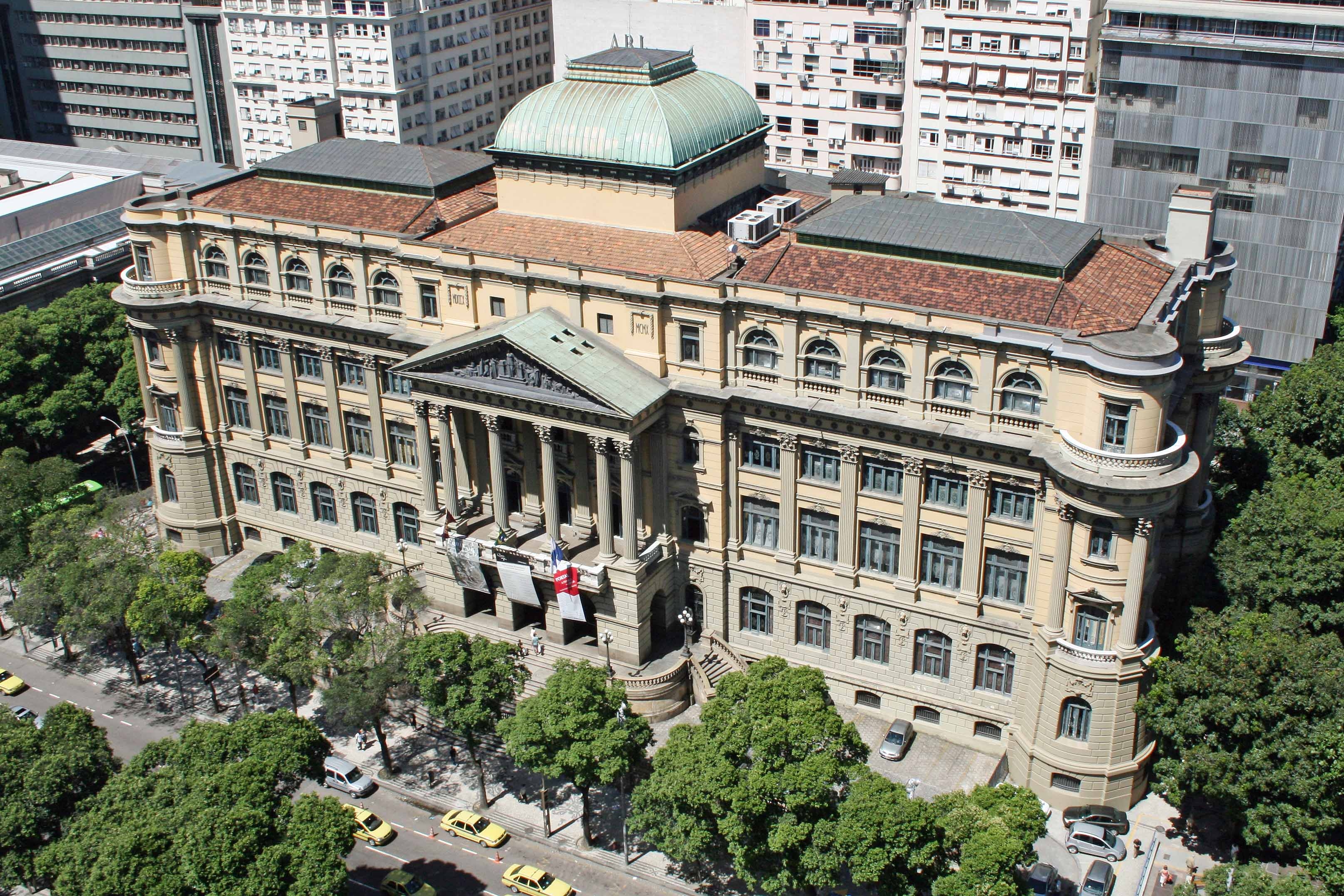
Vista aérea de la Biblioteca.

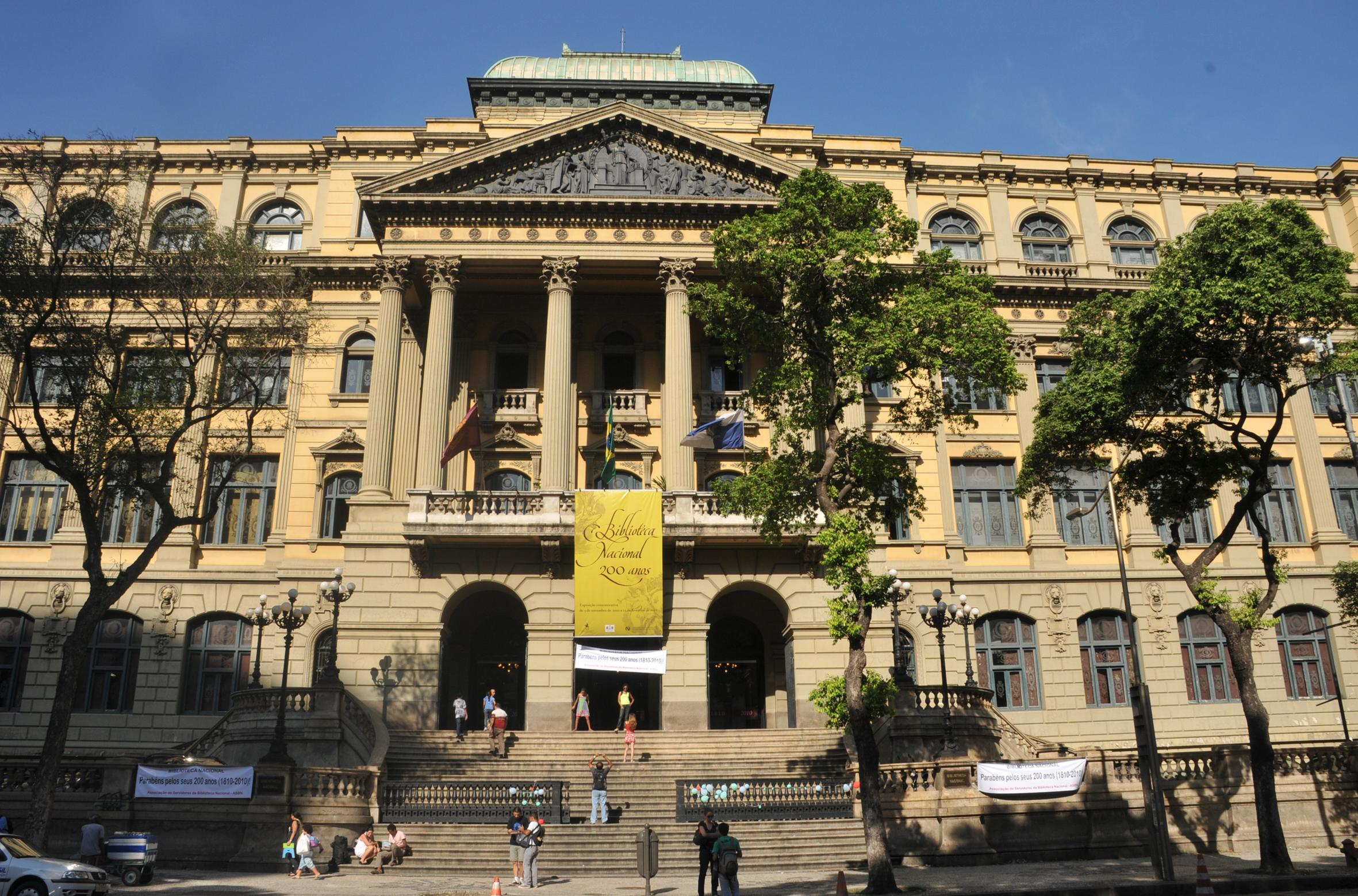
Fachada frontal del edificio, en la cual se aprecia una manta conmemorativa por el 195 Aniversario de la Biblioteca, durante el 2005.

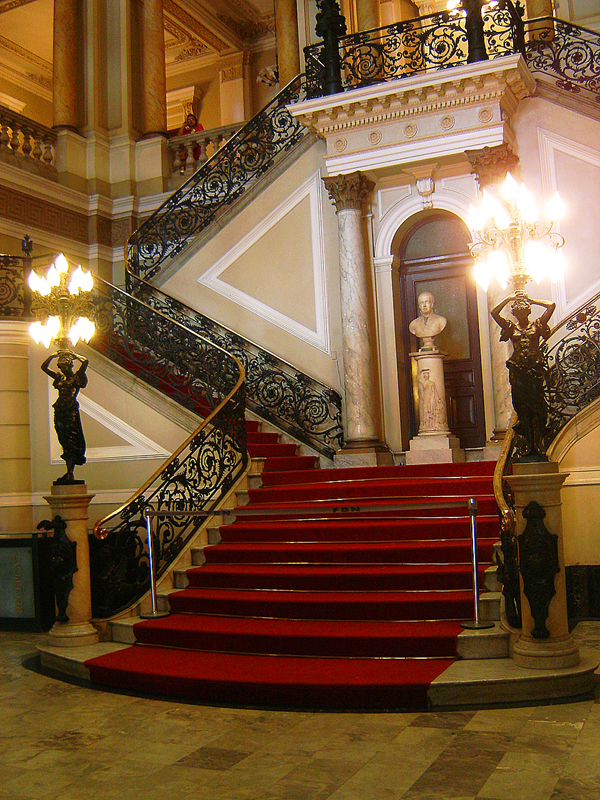
Escalinata principal interior de la Biblioteca.

### Reconstrucción
Para llevar a cabo esta labor, el entonces rey de Portugal José I y el primer ministro, el Marqués de Pompal, comenzaron a juntar lo que quedó de la Real Biblioteca y lo llevaron para organizar, en el Palácio da Ajuda (Palacio de Ayuda), una nueva biblioteca que rápidamente se tornó importante por el acervo que recopiló, en 1807, de alrededor 60 000 piezas, entre libros, manuscritos, incunables, mapas, monedas y medallas. Este acervo fue traído a Brasil después de la llegada de la familia real en 1808 como resultado de la invasión a Portugal por parte del Ejército francés comandado por Napoleón Bonaparte. 

### Traslado a Río de Janeiro
El acervo fue trasladado a Río de Janeiro en tres etapas: la primera ocurrió en 1810 y las subsiguientes en 1811. Primeramente el acervo fue depositado en el Hospital da Ordem Terceira do Carmo (Hospital de la Orden Tercera del Carmelo) el 27 de julio de 1810, situada en la antigua calle de la parte trasera del Carmelo, hoy la calle do Carmo, cerca del Palacio Imperial. Estas instalaciones, sin embargo, fueron consideradas inapropiadas porque podrían poner en riesgo el valioso acervo, por lo que, el 29 de octubre de 1810, la fecha oficial de la fundación de la Biblioteca Nacional, el Príncipe regente emitió un decreto que declaraba que, un lugar que había servido como catacumbas para los religiosos del Carmelo, se construya o se reacomode:

"Minha Real Biblioteca e instrumentos de física e matemática, fazendo-se à custa da Real Fazenda toda a despesa conducente ao arranjamento e manutenção do referido estabelecimento"
(Mi Real Biblioteca y mis instrumentos de física y matemática, haciendo asimismo a expensas de la Real Granja todos los gastos que conduzcan al alojamiento y mantenimiento de dicho establecimiento).

Otras obras para la nueva edificación de la Biblioteca solamente se concretizaron hasta 1813, cuando fue transferido el acervo. En cuanto a proceso de la instalación de los libros, que se inició en 1810, la consulta de los libros ya podría ser realizada por estudiosos, mediante el consentimiento del regidor y, en 1814, una vez ya concluida la organización del acervo, la biblioteca fue abierta a la consulta para todo público.

### Ampliación del acervo
Una vez oficialmente establecida, la biblioteca continuó con la ampliación de su acervo de una forma continua y de manera significativa, por medio de compras, donaciones, pero principalmente por medio de "propinas" o depósito legal, que es la entrega obligatoria de una copia de todo ejemplar impreso en las Oficinas Tipográficas de Portugal (A partir del 12 de septiembre de 1805) y  la Impressão Régia (Imprenta Real), instalada en Río de Janeiro. Esa legislación en lo relativo a sobre la base de propinas fue mejorada en los años subsecuentes y finalmente culminada en el Decreto n°1.825 del 20 de diciembre de 1907, que aún se encuentra en vigor.

### Compra por el Imperio de Brasil
Después de la muerte de María I de Portugal, en marzo de 1816, en los comienzos del reinado de Juan VI, quien permaneció en Brasil hasta 1821, cuando las circunstancias políticas hicieron retornar a la familia real a Lisboa, con la excepción de su primogénito y también la Biblioteca Real. «à exceção de seu filho primogênito e também a Real Biblioteca». En ese entonces, la Biblioteca creció y, después de la Independencia de Brasil en 1822, pasó a ser propiedad del Imperio de Brasil, después de la compra que quedó constatada en el Tratado de Amizade e Aliança (Tratado de Amistad y Alianza) firmado entre Brasil e Portugal el 29 de agosto de 1825. Por los bienes dejados a Brasil la Familia Real fue indemnizada por la suma de dos millones de libras esterlinas y, de esa cantidad, ochocientos contos de réis fueron destinados para el pago de la Biblioteca, que pasó a ser nombrada como la Biblioteca Imperial e Pública da Corte.

### Cambio de sede
En 1858, la Biblioteca fue trasladada a la Vía do Passeio número 60, en Largo da Lapa, en un predio cuya finalidad era darle a la colección un mejor resguardo y orden. Actualmente, y después de algunas modificaciones, este edificio alberga la Escola de Música da Universidade Federal do Rio de Janeiro (Escuela de Música de la Universidad Federal de Río de Janeiro).

### Sede actual
En vistas del crecimiento constante y permanente del acervo de la Biblioteca, fue necesaria la realización de un proyecto de construcción de un nuevo edificio que cubriese todas las necesidades de la Biblioteca, acomodando de forma adecuada sus colecciones. Las bases del diseño de la biblioteca actual culminaron con la colocación de la primera piedra el 15 de agosto de 1905, durante el gobierno de Rodrigues Alves. La inauguración se realizó el 29 de octubre de 1910, ya en el gobierno de Nilo Peçanha.
El edificio de la Biblioteca Nacional, cuyo proyecto fue diseñado por el ingeniero Sousa Aguiar, posee un estilo ecléctico, el cual, combina elementos neoclásicos y Art Nouveau y contiene ornamentos de artistas tales como Elisha Visconti,  Henrique y Rodolfo Bernardelli, Modesto Brocos y Rodolfo Amoedo. 

## Localización
El actual edificio sede de la Biblioteca Nacional de Brasil se localiza en la Avenida Rio Branco número 129, en la plaza Cinelândia, en el centro de Río de Janeiro y compone, junto con el Museo Nacional de Bellas Artes y el Teatro Municipal, un conjunto cultural de gran relevancia en Brasil.

## Actividades
A través de los siglos, la Biblioteca Nacional ha diversificado y perfeccionado las actividades que realiza, en consecuencia de progresivas reformas. En respuesta a las exigencias impuestas por la demanda de investigadores y dada la importancia del conjunto bibliográfico y documental que guarda, la biblioteca buscó la forma de acompañar esta información con los avances tecnológicos de vanguardia e investigar en los mecanismos para la seguridad y preservación del patrimonio que custodia, por lo que se desarrollaron metodologías modernas de clasificación para el acervo y adoptó nuevas tecnologías de la información, para así poder brindarle al ciudadano un directo acceso al acervo y contribuir con su investigación y así garantizar los estándares de calidad de los tiempos actuales.

## Actualidad
En 1990, la Biblioteca Nacional se convirtió en una fundación de derecho público, vinculado al Ministério da Cultura, absorbiendo parte de las funciones del Instituto Nacional do Livro que fue disuelto en aquel año.
Con esa reestructuración fueron incluidos a la Biblioteca los siguientes organismos:
- Escritório de Direitos Autorais (EDA), (Oficina de Derechos de Autor)
- Agência Brasileira do International Standard Book Number (ISBN)
- Agência Brasileira do International Standard Series Number (ISSN)
- Agência Brasileira do International Standard Music Number (ISMN)

Y a partir de entonces pasó a coordinar en todo Brasil:
- El Sistema Nacional de Bibliotecas Públicas
- El Programa Nacional de Incentivo a la Lectura (PROLER)
- El Plano Nacional de Obras Raras (PLANOR)
- El Plano Nacional de Microfilms de Periódicos Brasileños (PLANO)

Además de todo esto la Biblioteca se convirtió en la responsable para la promoción y divulgación de autores de libros brasileños al exterior, a través de su participación en ferias internacionales de libros y concesionando a editoriales extranjeras el soporte necesario para la traducción de obras de escritores brasileños.

## Funciones
La Biblioteca también ha establecido vínculos con otras instancias internacionales para divulgar las obras y autores brasileños, y ha actuado en el desarrollo de funciones referentes a una biblioteca, el libro y la lectura, en sus diversos segmentos.
Como tiene un rol como centro de información y documentación bibliográfica, ha actuado como una biblioteca de amplia disponibilidad para los investigadores, tanto en Brasil como en el exterior. En su edificio central recibe la cantidad de 15,000 usuarios por mes.
La BN también dispone de otras bibliotecas públicas:
- La Biblioteca Demonstrativa de Brasilia (BDB), atiende al público del Distrito Federal  que registra una media de 25,000 usuarios por mes.
- La Biblioteca Euclides da Cunha (BEC), dedicada al público juvenil de la Biblioteca Nacional, con una media de 2,500 usuarios por mes.

De su acervo, es preciso destacar un ejemplar de la Biblia de Maguncia, de 1462 y una colección iconográfica, la colección Teresa Cristina Maria, declarada Patrimonio Mundial de la Humanidad por la Unesco. Esta última fue objeto de robo en 2005.